# Каурма (Ниноцминдский муниципалитет)
Каурма (Каурмек) (груз. ყაურმა) — село в Ниноцминдском муниципалитете края Самцхе-Джавахети Грузии.

## Местоположение
Село расположено в 11 км к юго-востоку от города Ахалкалаки, в 6,5 км к северу от районного центра Ниноцмида, на обоих берегах реки Парвана, на высоте 1835—1860 метров. Старая часть села находится на правом берегу реки.

## История
В 1595 году облагаемое 12 000 акче село с населением всего 3 дома упоминается под названием Каурмек. Известно также, что после насильственной исламизации населения, в 1705—1706 годах из Каурмы облагалось 7000 акче. В 1880-х годах помещиком села был Манук Байбурдцянц.
76 человек из Каурмы приняли участие во Второй мировой войне, 38 из них не вернулись.

## Численность населения
Примечательно, что предки каурмийцев происходили не из провинции Карон, а, как свидетельствуют местные жители, из села Карси Гярк. Начиная с 1850-х годов численность населения села засвидетельствована следующим образом:
| Год  | Домов | Мужчин | Женщин | Итого |
| ---- | ----- | ------ | ------ | ----- |
| 1853 | -     | 42     | 35     | 77    |
| 1863 | -     | 72     | 58     | 130   |
| 1873 | -     | 91     | 79     | 170   |
| 1883 | -     | 122    | 100    | 222   |
| 1893 | -     | 165    | 123    | 228   |
| 1902 | -     | 215    | 146    | 361   |
| 1916 | -     | 251    | 216    | 467   |
| 1918 | 64    | 257    | 245    | 502   |
| 1921 | -     | 170    | 160    | 330   |
| 1926 | 68    | -      | -      | 382   |
| 1975 | 146   | -      | -      | 797   |
| 1987 | 122   | -      | -      | 586   |
| 1988 | 143   | -      | -      | 780   |

## Церковь Аствацацин
Находится в центре села. Начала действовать как приходская церковь. Это сооружение X—XI веков, в 1850 году было освящено по обряду армянской церкви под названием Аствацацин.
Это однонефное строение из гладкотесанного камня (внешние размеры — 9,05 х 5,42 м), единственный вход которого открыт с Южного фасада. На северной стене хранится бассейн баптистерии. Из внешнего орнамента церкви особенно примечательны скульптурные рамки окон. На стенах сохранились грузинские надписи.

## Мост
Примечателен пятипролетный мост XVII—XVIII веков, соединяющий две части села и протянувшийся на реке Парвана. Если верить показаниям Н. Бердзенишвили, то до 1893 года к передней части моста был прикреплен камень с грузинской строительной надписью, который при реставрации памятника якобы заменили на армянский. Последний не был на месте уже 1933 году.
В окрестностях села было древнее поселение, которое датируется ранним средневековьем, о существовании которой свидетельствует древняя одноимённая крепость. Есть ряд преданий и версий о крепости. Согласно одной из версий, это циклопическая крепость. У крепости есть также подземная дорога.

## Галерея фотографий

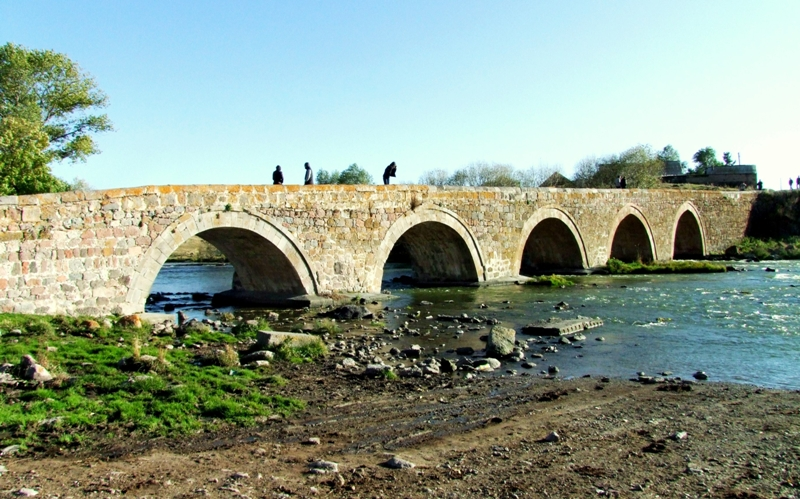
Пятипролётный мост в селе Каурма. Общий вид
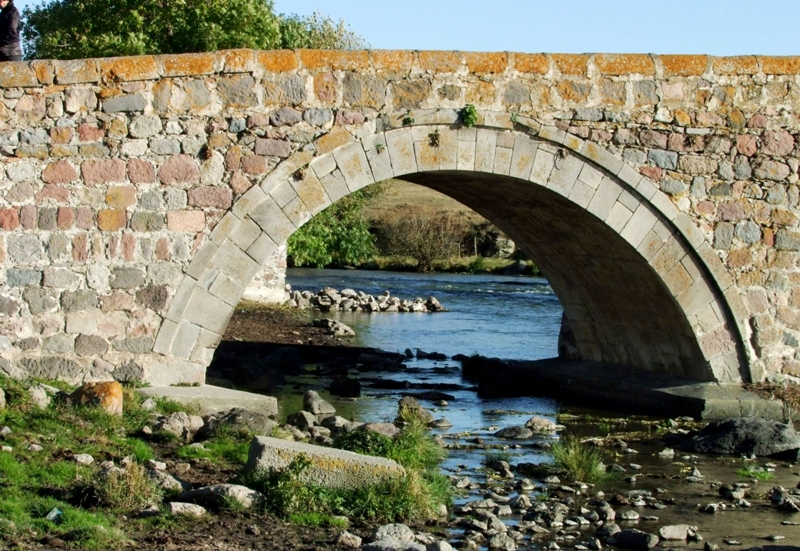
Детали моста в селе Каурма
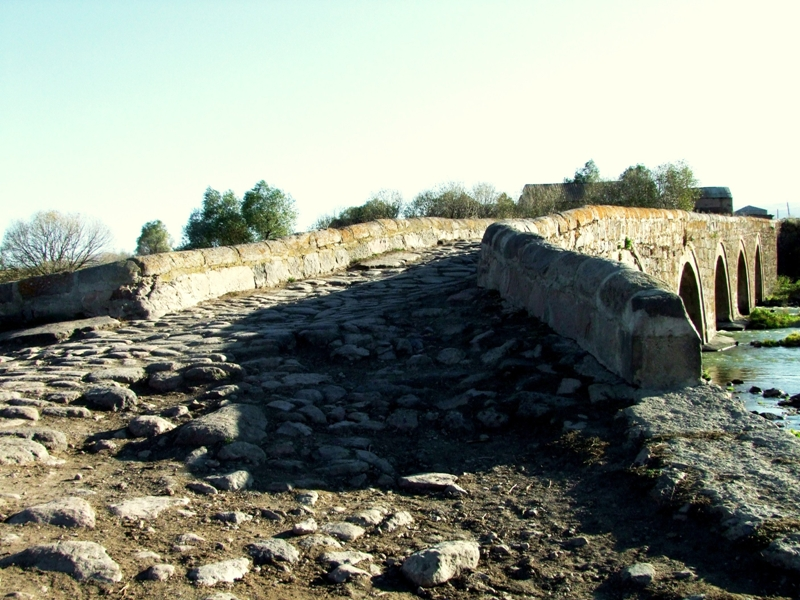
Село Каурма. Мост
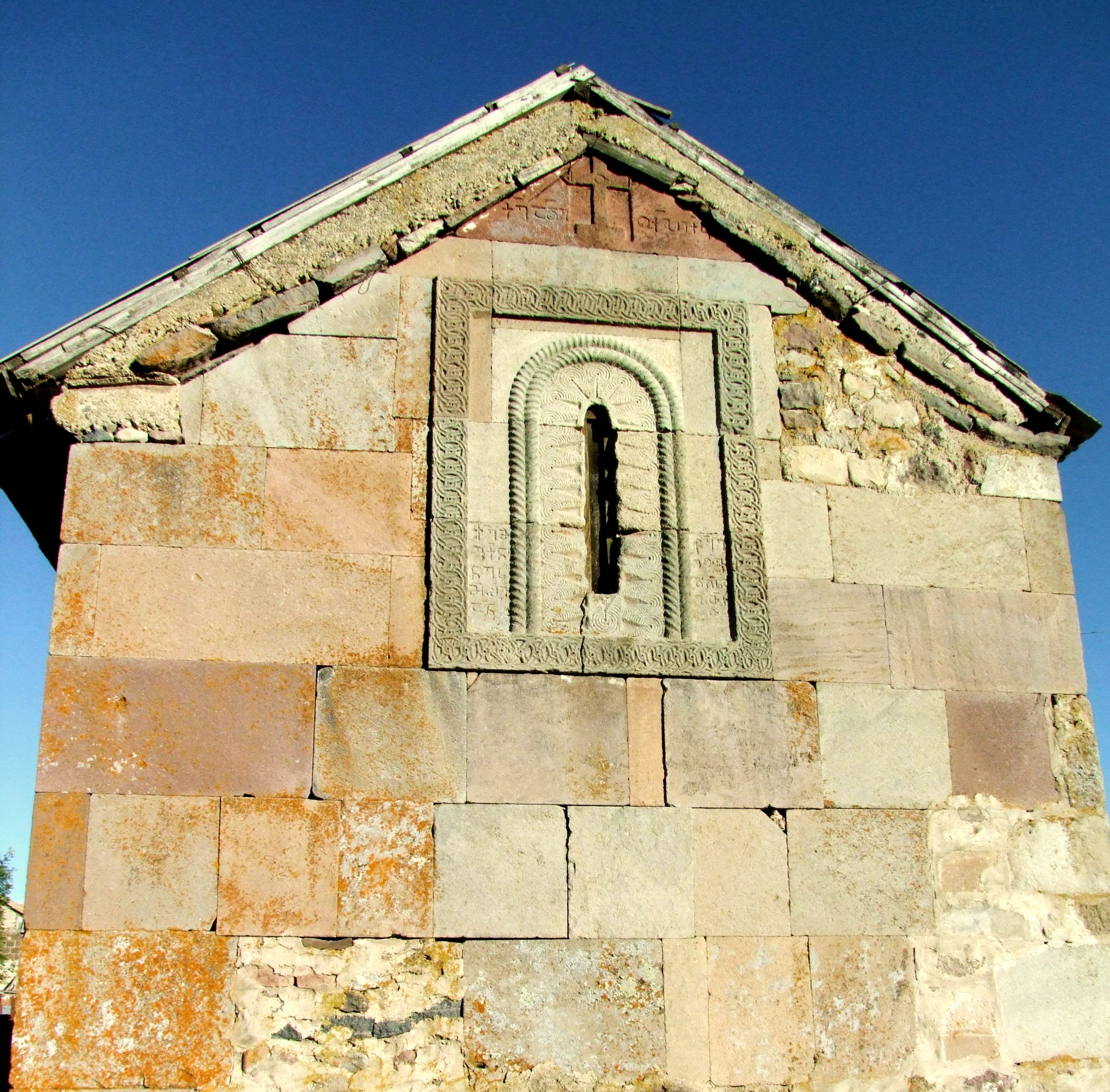
Фасад церкви
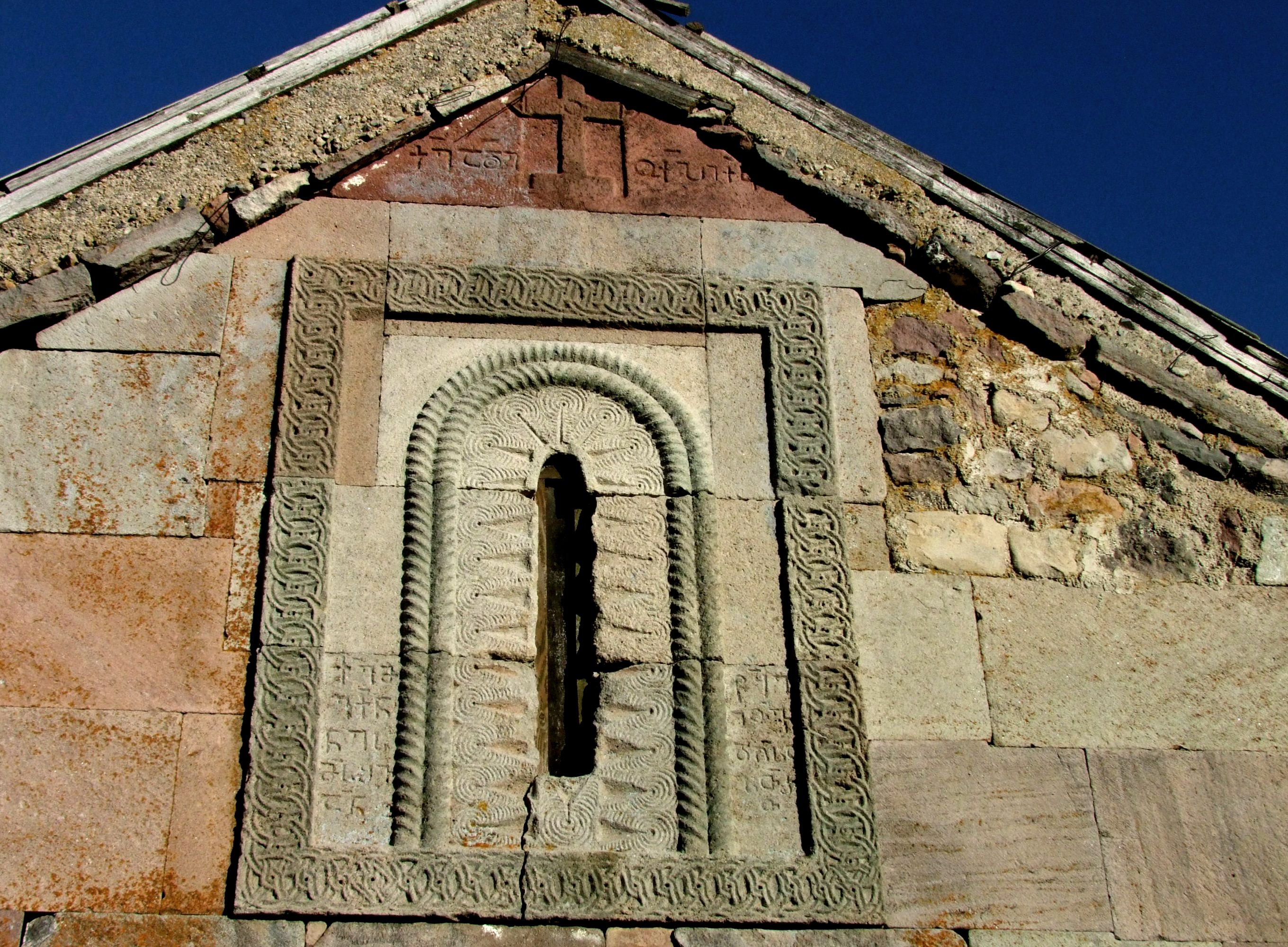
Фасад церкви
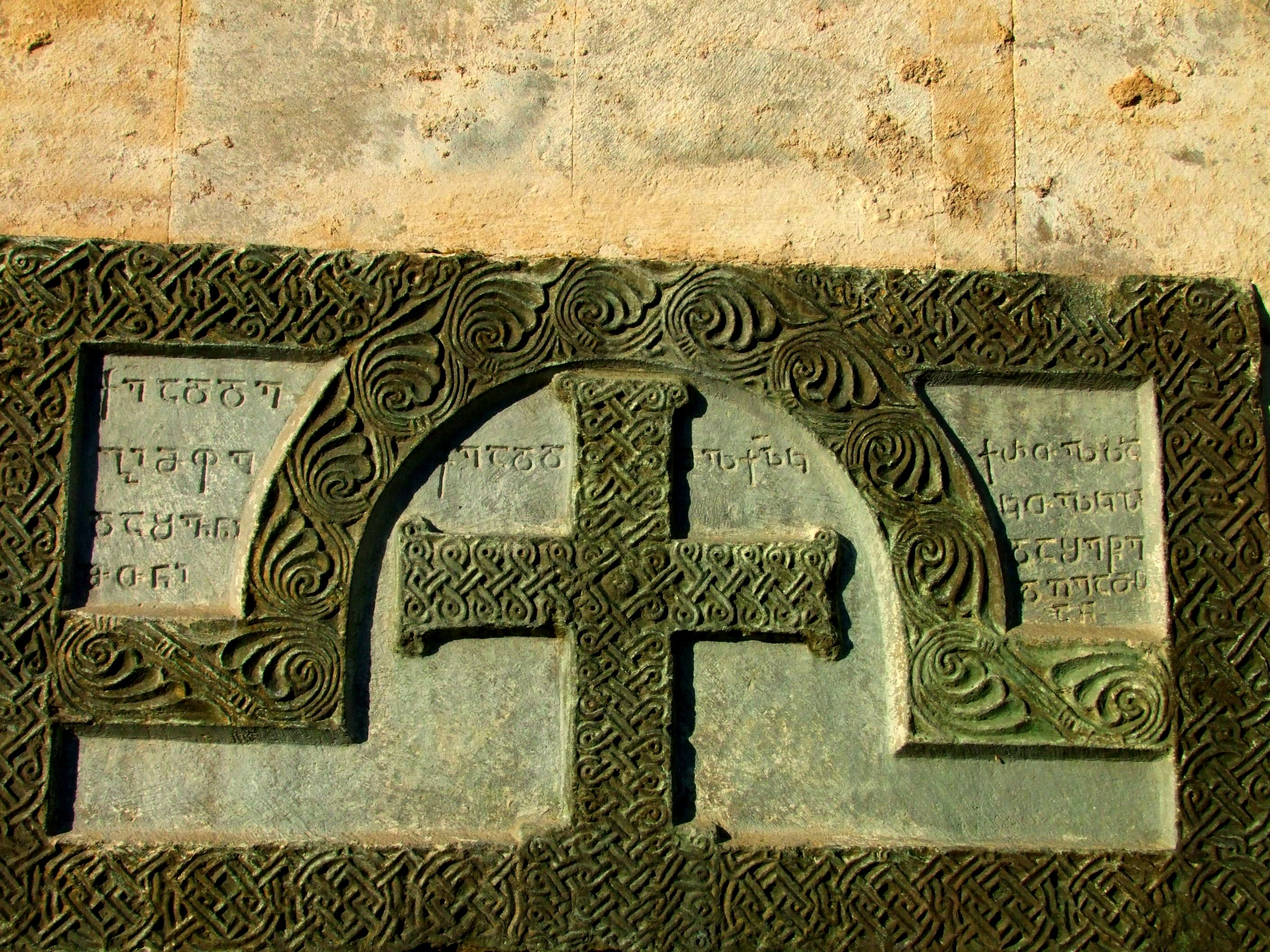
Фасад церкви и надписи
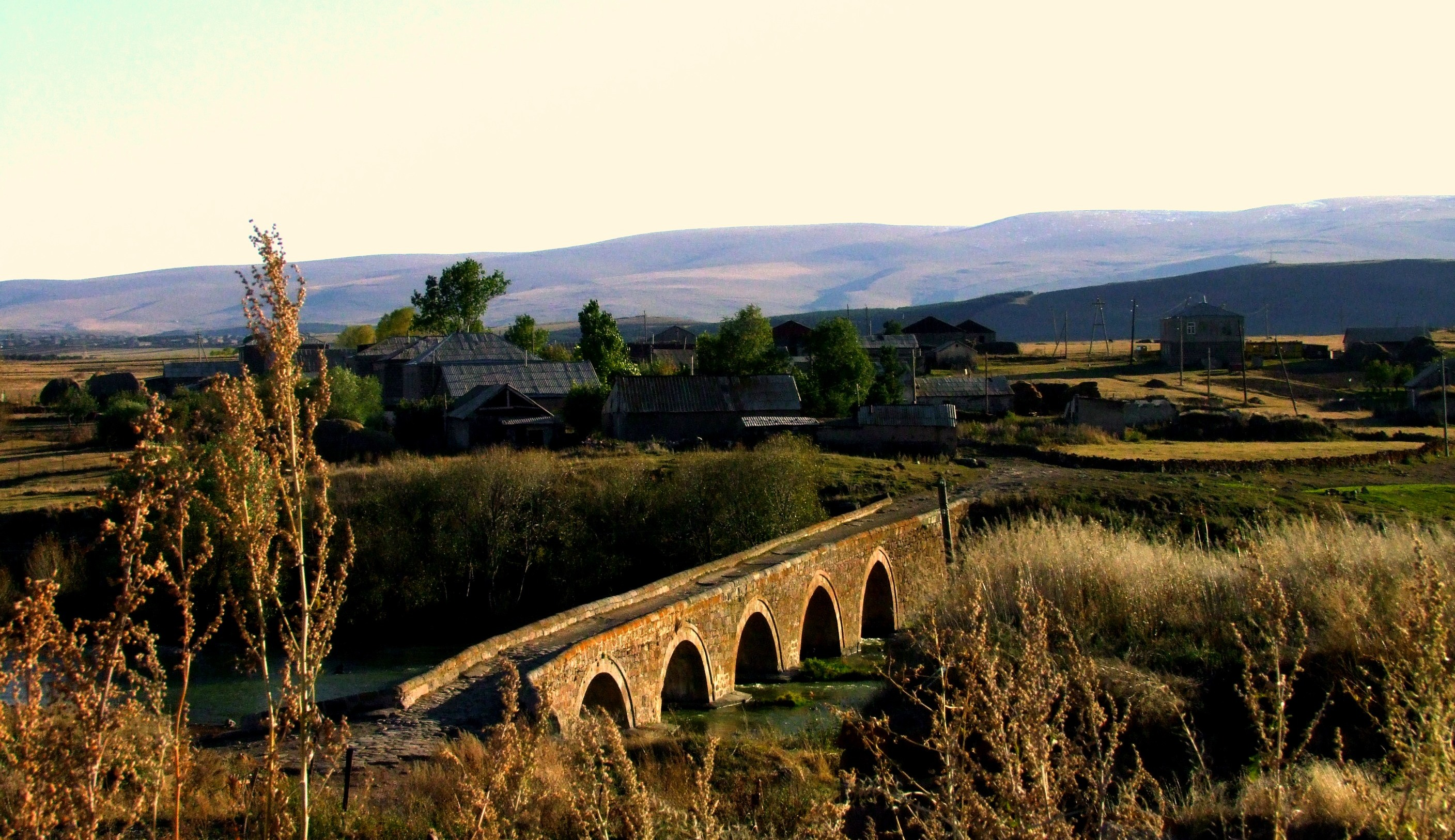
Вид на село Каурма и мост